# 2016-os brüsszeli terrortámadás
2016. március 22-én három robbantásos merénylet történt Brüsszelben: kettő a repülőtéren, egy a Maelbeek metróállomáson. A támadásnak 32 fő civil áldozata volt, a három elkövető is meghalt. A sebesültek száma kétszáz fölött volt. Két magyar állampolgár – egy kormányalkalmazott és egy helyi cég dolgozója – sebesült meg a merénylet során, egyiküket belső vérzés, másikukat csonttörés miatt kellett megműteni. A történteket az Iszlám Állam nevű terrorszervezet vállalta magára.

## Háttér
Lakosságához viszonyítva Belgiumban a legmagasabb a külföldön harcoló dzsihádisták száma a nyugat-európai országok közül. Az országot sokan emlegetik a „dzsihádista ideológia melegágyaként”, illetve „dzsihádista toborzó központként”.

### Terrorizmus Brüsszelben
2014. május 24-én a brüsszeli Zsidó Múzeum előtt tört ki lövöldözés, amelynek során 4 ember vesztette életét.
2015 januárjában terrorelhárító műveletet hajtottak végre egy csoport ellen, akik feltehetően újabb merényletet terveztek a Charlie Hebdo szerkesztősége ellen. A rajtaütés során két gyanúsított életét vesztette.
A 2015. november 13-i párizsi terrortámadás elkövetőinek búvóhelye Brüsszel Molenbeek negyedében volt. 2016. március 18-án itt fogták el Salah Abdeslamot, akit a terrortámadásban való részvétellel gyanúsítanak.

## Robbantások

### A brüsszeli repülőtéren

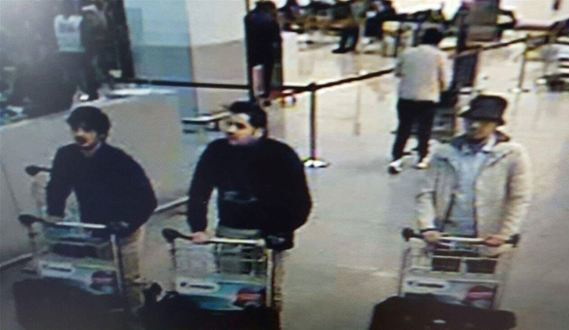
A gyanúsítottak a biztonsági kamera képén

2016. március 22-én nem sokkal 8 óra után két robbanás történt a Brüsszeli repülőtéren. Az egyik az American Airlines és a Brussels Airlines pultja közelében, a másik egy Starbucks kávézó mellett. A belga szövetségi ügyész megerősítette, hogy öngyilkos merénylők követték el a támadást.

### A Maelbeek/Maalbeek metróállomáson
9 óra 11 perckor Brüsszel központjában, a Maelbeek és az Arts-Loi metróállomás között közlekedő metrószerelvényen történt robbanás az Európai Parlament épületéhez közel. A metró azonnal leállt. A halálos áldozatok száma itt 21 volt, valamint több százan megsebesültek, sokan súlyosan.